# Lucie Martínková
Lucie Martínková (Děčín, 1986. szeptember 19. –) cseh női válogatott labdarúgó. Jelenleg a Sparta Praha csatára.

## Pályafutása
2003. június 8-án Ukrajna ellen mutatkozott be a válogatottban és azóta a cseh női labdarúgás legtöbbszörös válogatott játékosává vált. Ikertestvére Irena Martínková, akivel pályafutása során a Sparta Praha és a KIF Örebro DFF csapataiban szerepeltek. Hatszoros cseh bajnok és egyszeres svéd bajnoki ezüstérmes.

## Sikerei

### Klubcsapatokban
Cseh bajnok (6):
- Sparta Praha (6): 2004–05, 2009–10, 2010–11, 2011–12, 2017–18, 2018–19

 Cseh kupagyőztes (4): 
- Sparta Praha (4): 2011–12, 2016–17, 2017–18, 2018–19

 Svéd bajnoki ezüstérmes (1):
- KIF Örebro DFF (1): 2014

### Egyéni
- Az év játékosa (3): 2012, 2013, 2014

## Statisztikái
| Sorozat                     | Dátum      | Helyszín                                   | Ellenfél         | Gól | Eredmény | Forrás |
| --------------------------- | ---------- | ------------------------------------------ | ---------------- | --- | -------- | ------ |
| Barátságos mérkőzés         | 2004–04–20 | Dobrovice                                  | Olaszország      | 1   | 5–1      | [ 4 ]  |
| 2005-ös Eb-selejtező        | 2004–05–09 | Uherské Hradiště, Miroslav Valenta Stadion | Portugália       | 1   | 5–1      | [ 5 ]  |
| 2007-es vb-selejtező        | 2005–11–05 | Lisszabon                                  | Portugália       | 1   | 0–3      | [ 6 ]  |
| 2007-es vb-selejtező        | 2006–06–04 | Roudnice nad Labem                         | Portugália       | 1   | 6–0      | [ 7 ]  |
| 2007-es vb-selejtező        | 2006–08–19 | Reykjavík Laugardalsvöllur                 | Izland           | 1   | 2–4      | [ 8 ]  |
| 2009-es Eb-selejtező        | 2008–04–26 | Roudnice nad Labem                         | Észak-Írország   | 1   | 4–1      | [ 9 ]  |
| 2009-es Eb-selejtező        | 2008–06–26 | Ludgeřovice                                | Fehéroroszország | 2   | 1–3      | [ 10 ] |
| 2011-es vb-selejtező        | 2010–08–25 | Prága                                      | Azerbajdzsán     | 2   | 8–0      | [ 11 ] |
| Barátságos mérkőzés         | 2010–11–26 | Győr, ETO Park                             | Magyarország     | 1   | 3–4      | [ 12 ] |
| 2013-as Eb-selejtező        | 2011–11–20 | Roudnice nad Labem                         | Örményország     | 1   | 5–0      | [ 13 ] |
| Nemzetközi barátságos torna | 2013–03–09 | Umag                                       | Szlovénia        | 1   | 5–1      | [ 14 ] |
| 2015-ös vb-selejtező        | 2014–06–18 | Prága, eFotbal Aréna                       | Észak-Macedónia  | 2   | 5–2      | [ 15 ] |
| Barátságos mérkőzés         | 2014–10–28 | Náchod, Běloves Stadion                    | Lengyelország    | 1   | 1–1      | [ 16 ] |
| Barátságos mérkőzés         | 2015–04–09 | Viseu                                      | Portugália       | 1   | 0–4      | [ 17 ] |
| 2017-es Ciprus-kupa         | 2017–03–06 | Paralimni                                  | Magyarország     | 1   | 1–2      | [ 18 ] |
| 2019-es vb-selejtező        | 2018–06–12 | Chomutov                                   | Feröer           | 1   | 4–1      | [ 19 ] |
| Barátságos mérkőzés         | 2018–10–07 | Kroměříž                                   | Szlovákia        | 1   | 2–0      | [ 20 ] |
| 2021-es Eb-selejtező        | 2019–08–30 | Chișinău, Zimbru Stadion                   | Moldova          | 1   | 0–7      | [ 21 ] |